# Gerda Steinhoff

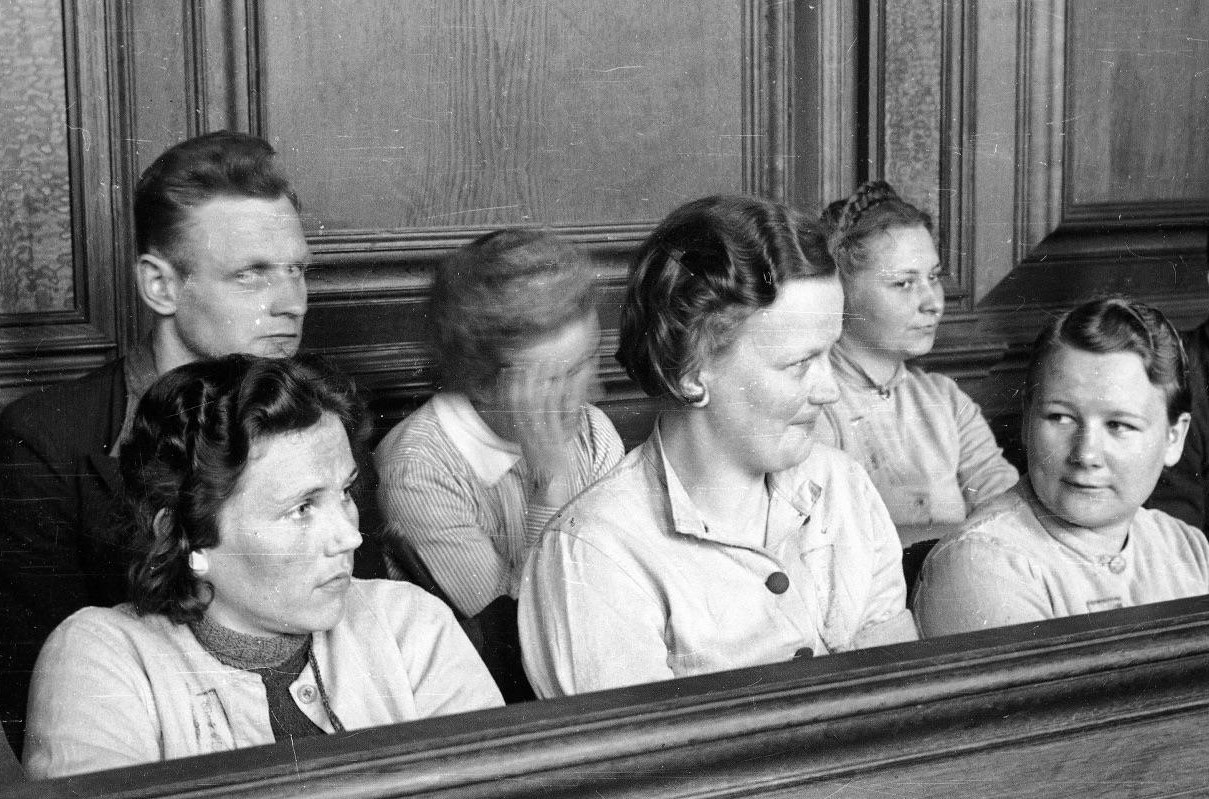
Aufseherinnen während des 1. Stutthof-Prozesses in Danzig vom 25. April bis 31. Mai 1946 – Erste Reihe von links nach rechts: Elisabeth Becker, Gerda Steinhoff, Wanda Klaff – Zweite Reihe Mitte und rechts: Erna Beilhardt, Jenny Wanda Barkmann

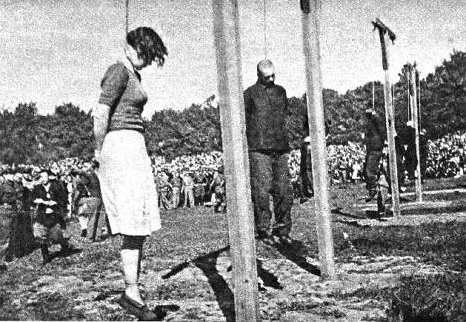
Gerda Steinhoff und John Pauls nach ihrer Hinrichtung am 4. Juli 1946

Gerda Steinhoff (* 29. Januar 1922 in Danzig-Langfuhr; † 4. Juli 1946 in Danzig, Stolzenberg) war eine deutsche KZ-Aufseherin im KZ Stutthof.

## Leben
Gerda Steinhoff wurde 1939 Dienstmagd in Tiegenhagen, arbeitete dann in einer Bäckerei in Danzig und wurde Trambahnschaffnerin. Im Januar 1944 heiratete sie und bekam ein Kind.
Im gleichen Jahr meldete sie sich freiwillig zum Dienst im KZ Stutthof: Bis zum 31. Oktober 1944 gehörte sie zum SS-Wachpersonal in Stutthof SK III und beaufsichtigte 400 Gefangene. Dann wurde sie als Blockleiterin Oberaufseherin im Außenarbeitslager Danzig-Holm und ab Dezember 1944 im Außenarbeitslager Bromberg-Ost, einem weiteren Nebenlager. In Stutthof nahm sie an Selektionen teil und schickte Gefangene in die Gaskammer. Kurz vor Kriegsende floh sie aus dem Lager und kehrte nach Hause zurück. Ihre Verhaftung erfolgte am 25. Mai 1945.
Im ersten Stutthof-Prozess wurde sie zusammen mit zehn Mitangeklagten zum Tod durch den Strang verurteilt und auf dem Biskupia Górka (Bischofsberg) vor zahlreichem Publikum gemeinsam mit Elisabeth Becker, Jenny Wanda Barkmann, Wanda Klaff und Ewa Paradies öffentlich gehängt.